# Państwowe Liceum i Gimnazjum im. Króla Władysława Jagiełły w Drohobyczu
Państwowe Liceum i Gimnazjum im. Króla Władysława Jagiełły w Drohobyczu – polska szkoła z siedzibą w Drohobyczu w okresie II Rzeczypospolitej, od 1938 o statusie gimnazjum i liceum ogólnokształcącego.

## Historia
Szkoła powstała w 1858 w okresie zaboru austriackiego; została założona przez miasto i nosiła nazwę Gimnazjum Komunalne. W pierwszym okresie gimnazjum było o charakterze humanistycznym, od 1866 w typie matematyczno-przyrodniczym, a od 1878 ponownie było prowadzone w typie humanistycznym. Przed 1918 pojawiały się następujące nazwy drohobyckiego gimnazjum:
- C. K. Realne Gimnazjum Realne im. Franciszka Józefa w Drohobyczu
- C. K. Wyższe Gimnazjum Realne im. Franciszka Józefa w Drohobyczu
- C. K. Gimnazjum im. Franciszka Józefa w Drohobyczu
- C. K. Wyższe Gimnazjum w Drohobyczu

Gmach nowego gimnazjum w Drohobyczu, które znajdowało się przy ulicy Zielonej, został zbudowany podług planu, wypracowanego przez inżyniera miejskiego p. Jelonka, zatwierdzonego przez rząd. Uroczyste otwarcie nowego gmachu gimnazjalnego w Drohobyczu miało odbyć się 6 października 1896 w obecności namiestnika ks. Sanguszki, marszałka krajowego hr. Badeniego. Na koszty przyjęcia preliminowała rada miejska 1800 złr. Rano 9 października 1896 namiestnik udał się do Drohobycza na uroczystość otwarcia i poświęcenia nowego budynku szkolnego dla gimnazjum.
Po odzyskaniu przez Polskę niepodległości i nastaniu II Rzeczypospolitej w 1919 szkole o charakterze państwowego gimnazjum nadano imię Króla Władysława Jagiełły. W 1920 przyjęto model gimnazjum bifurkacyjnego z rozgałęzieniem począwszy od IV klasy na oddział humanistyczny oraz matematyczno-przyrodniczy. W 1926 Gimnazjum mieścił się przy ulicy Zielonej 34. Wówczas w Gimnazjum było osiem klas z osiemnastoma oddziałami, w których uczyło się łącznie 593 uczniów wyłącznie płci męskiej.
Zarządzeniem Ministra Wyznań Religijnych i Oświecenia Publicznego Wojciecha Świętosławskiego z 23 lutego 1937 „Państwowe Gimnazjum im. Króla Władysława Jagiełły w Drohobyczu” zostało przekształcone w „Państwowe Liceum i Gimnazjum im. Króla Władysława Jagiełły w Drohobyczu” (państwową szkołę średnią ogólnokształcącą, złożoną z czteroletniego gimnazjum i dwuletniego liceum), a po wejściu w życie tzw. reformy jędrzejewiczowskiej szkoła miała charakter męski, a wydział liceum ogólnokształcącego był prowadzony w typie humanistycznym i matematyczno-fizycznym.

## Dyrektorzy
- Mateusz Kurowski (?–1872[5])
- Jan Kerekjarto (1874-1878)[6]
- Wojciech Biesiadzki (1879-)[7]
- Józef Sękiewicz (1895—1897)
- Franciszek Majchrowicz (1897-1902)[8][9]
- Kazimierz Eliasz (tymcz. kier. do 19 IX 1903)[10]
- Jan Staromiejski (kier. od 19 IX 1902)[11]
- Jan Matłachowski (1926)[1]
- Tadeusz Kaniowski (-1939)[12]

## Nauczyciele
- Walerian Czykiel
- Bolesław Keim
- Antoni Kwiatkowski
- Helena Michnik
- Bruno Schulz (rysunek, matematyka)
- Wincenty Stroka
- Mieczysław Sygnarski
- Bronisław Trzaskowski
- Franciszek Zych

## Uczniowie i absolwenci
Absolwenci
W nawiasach podano lata ukończenia szkoły zakończone uzyskaniem matury.
- Roman Aleksandrowicz (wówczas jako Efroim Alexandrowicz) – prawnik, oficer (1901)
- Karol Bachman (wówczas jako Chaim Bachman) – lekarz, oficer (1912)
- Andrzej Chciuk – pisarz (1938)
- Władysław Chciuk – oficer (1934)
- Roman Gąsiorowski – urzędnik (1916)
- Otokar Jawrower – muzyk, przemysłowiec, poeta (1915)
- Szymon Korpak – duchowny rzymskokatolicki (1900)
- Juliusz Kozolubski – podpułkownik Wojska Polskiego i inspektor Policji Państwowej (1916)
- Stanisław Maczek – generał broni Wojska Polskiego (1910)
- Rudolf Ryba – oficer (1931)
- Bruno Schulz – pisarz, malarz (1910)
- Franciszek Uhrynowicz – podpułkownik Wojska Polskiego (1913)
- Tadeusz Żelechowski – oficer (1936)
- Kazimierz Żardecki – inżynier (1902)

Uczniowie
- Stanisław Lurski – oficer
- Aleksander Medyński – nauczyciel, historyk
- Franciszek Osmakiewicz – oficer
- Władysław Polakowski – oficer
- Maksymilian Sznepf – oficer
- Alfred Schreyer – skrzypek, śpiewak
- Władysław Tęcza – oficer Legionów Polskich

## Gmach
Budowy gmachu gimnazjum przez gminę zakończono w 1896. 8 października 1896 odbyło się uroczyste poświęcenie budynku w obecność Jego Ekscelencji Namiestnika, ks. Eustachego Sanguszki, Prezydenta C. K. Rady szkolnej krajowej Michała Bobrzynskiego, radcy Namiestnictwa G. Mautnera, inspektora szkół średnich E. Dworskiego, radcy szkolnego ks. kan. A. Toronskiego i innych gości. Zdaniem Mścisława Mściwujewskiego budynek wystawiono w 1896 według planu budowniczego miejskiego, Franciszka Jelonka, w celu przeniesienia tam szkoły średniej z gmachu przy ul. Mickiewicza, gdzie już jej było za ciasno. Według rocznika Szematyzm Królestwa Galicji i Lodomerii z Wielkim Księstwem Krakowskim w 1896 Franciszek Jellonek pracował jako inżynier w magistracie w Drohobyczu.